# Goffredo I della Bassa Lorena
Goffredo di Lotaringia, in tedesco Gottfried I. (Niederlothringen) (... – 964), fu conte di Hainaut dal 958 e duca della Bassa Lorena (Lotaringia) dal 959, sino alla sua morte.

## Origine
Pur non essendovi alcuna fonte primaria che lo documenti, Goffredo era figlio del conte palatino di Lotaringia, Goffredo e di Ermentrude (908/916 - ?), che, secondo la Genealogiae Comitum Flandriae era figlia del re di Francia e re di Lotaringia, Carlo III, detto il Semplice e della prima moglie, Frederuna ( - † 917), che, secondo Alain de Sancy Frederuna discendeva da un nobile casato sassone, mentre per la professoressa di storia medievale, Rosamond McKitterick era di origine lorenese; non si conoscono i nomi dei genitori, ma suo fratello era Bovo II, vescovo di Châlons sur Marne, e Matilde di Ringelheim, la seconda moglie del re di Germania Enrico I di Sassonia, era sua parente (teoria sostenuta anche dallo storico francese Christian Settipani)..
Goffredo di Lotaringia era figlio del nipote di Adalardo il Siniscalco, Gerardo di Metz (secondo il Reginonis Chronacon, Gerardo di Metz era tra coloro che avevano ucciso il primo marito di Oda, il re di Lotaringia, Sventiboldo) e di Oda di Sassonia, che, secondo il cronista Reginone era la figlia quintogenita del duca di Sassonia, Ottone detto l'Illustre e di Edvige di Babenberg, figlia di Enrico di Franconia (discendente da Poppo I di Franconia (padre o nonno), capostipite dei Babenberg) e di Ingeltrude, figlia del marchese Eberardo del Friuli e di Gisella, figlia di Ludovico il Pio. Sua nonna, Oda era la sorella di Enrico l'Uccellatore, considerato il capostipite della dinastia ottoniana.

## Biografia
Nel 958, Goffredo divenne conte di Hainaut: infatti quando il conte di Hainaut, Reginardo III, nel corso del 957, si ribellò, l'arcivescovo di Colonia, Brunone, che dal 953, era anche duca di Lotaringia, grazie alla sua capacità di governo, riuscì a ristabilire la pace e secondo le Gesta Episcoporum Cameracensium Brunone esiliò Reginardo in Boemia, e la contea di Hainaut, nel 958, fu data a Goffredo.
Già in quell'anno, Goffredo viene citato, col titolo di conte, in due documenti degli Ottonis I diplomata:
- l'11 giugno 958, nel documento nº 194 (Godefridi comitis)[12],
- il 13 giugno 958, nel documento nº 195 (in comitatu Godefridi)[13].

A seguito della ribellione di Reginardo III, seguita poi da un'altra, nel 959, secondo lo storico, Georges Poull, nel suo libro La Maison souveraine et ducale de Bar (1994), Brunone, in quello stesso anno, assunse il titolo di arciduca e divise il territorio nei ducati dell'Alta Lorena e della Bassa Lorena, designando come duca di Alta Lorena, il conte di Bar, Federico I, marito di sua nipote, Beatrice (figlia di sua sorella Edvige), mentre la Bassa Lorena, fu assegnata al nuovo conte di Hainaut, Goffredo. Benché esista un documento del Veterum Scriptorum II, datato 953, in cui Brunone cita Goffredo col titolo di duca, lo storico belga, Léon Vanderkindere, sostiene che si tratti di un errore e solo nel 959, Goffredo ottenne il titolo di duca, contemporaneamente a Federico.
Goffredo viene citato col titolo di duca (Godefridi ducis) in un documento del Mittelrheinisches Urkundenbuch, datato 964; e anche il documento nº 291 degli Ottonis I diplomata, datato 2 giugno 965, cita Goffredo, quando era già morto, col titolo di duca (Godefridus bone memorie dux noster).
Nel 962, venne creato conte di Jülich; ed in quello stesso anno, come ci conferma il Ruotgeri Vita Brunonis, Goffredo accompagnò Brunone in Italia, dove già si trovava il fratello di Brunone, il re di Germania e imperatore, Ottone I di Sassonia (entrambi erano cugini di Goffredo), impegnato in una campagna militare contro l'usurpatore Adalberto, figlio di Berengario II.
Proseguendo nel racconto il Ruotgeri Vita Brunonis ci informa che il duca Goffredo, uomo giusto, religioso e fedele all'imperatore, fu colto da febbre, e nei pressi di Roma, morì. Che Goffredo morì a Roma ci viene confermato anche dal Reginonis Chronicon, Continuator Reginonis Trevirensis, durante un'epidemia (pestis), che aveva colpito l'esercito dell'imperatore, dopo che era tornato a Roma nell'estate del 964.

## Matrimonio e discendenza
Goffredo aveva preso in moglie Alpaide, come risulta sia dalla Historia Walciodorensis Monasterii, che dal Miraculis Sancti Gengulfi. Dopo essere rimasta vedova Alpaide, nel 964 circa, si era sposata in seconde nozze con il signore di Florennes, Elberto come confermano sia la Historia Walciodorensis Monasterii, che il Miraculis Sancti Gengulfi; Elberto, che anche lui era al suo secondo matrimonio (la prima moglie si chiamava Herswinda), come risulta dalla Historia Walciodorensis Monasterii, era il figlio primogenito del signore di Florennes, Ebroino e della moglie Berta; Alpaide al suo secondo marito non diede figli.
Goffredo dalla moglie ebbe due figli:
- Goffredo († prima del 981), che secondo la Historia Walciodorensis Monasterii, era fratello di Arnaldo[23]
- Arnaldo († 1002/10), che secondo il Miraculis Sancti Gengulfi era figlio di Goffredo e Alpaide[24].

## Ascendenza
|                                         |                                      |                                        | Genitori                       |  |  | Nonni |  |  | Bisnonni                   |  |  | Trisnonni                        |  |
|                                         |                                      |                                        |                                |  |  |       |  |  | Adalhard II, conte di Metz |  |  | Adalhard I, marchese di Neustria |  |
|                                         |                                      |                                        |                                |  |  |       |  |  | Adalhard II, conte di Metz |  |  | Adalhard I, marchese di Neustria |  |
|                                         |                                      | …                                      |                                |  |  |       |  |  | Adalhard II, conte di Metz |  |  |                                  |  |
| Gerhard I, conte di Metz                |                                      |                                        |                                |  |  |       |  |  | Adalhard II, conte di Metz |  |  |                                  |  |
|                                         |                                      | una contessa d'Eifel                   | Matfrid II, conte d'Eifel      |  |  |       |  |  |                            |  |  |                                  |  |
|                                         |                                      | una contessa d'Eifel                   | Matfrid II, conte d'Eifel      |  |  |       |  |  |                            |  |  |                                  |  |
|                                         |                                      | una contessa d'Eifel                   | …                              |  |  |       |  |  |                            |  |  |                                  |  |
| Gottfried, conte palatino di Lorena     |                                      | una contessa d'Eifel                   |                                |  |  |       |  |  |                            |  |  |                                  |  |
|                                         |                                      | Otto I, duca di Sassonia               | Liudolf, conte dell'Ostfalia   |  |  |       |  |  |                            |  |  |                                  |  |
|                                         |                                      | Otto I, duca di Sassonia               | Liudolf, conte dell'Ostfalia   |  |  |       |  |  |                            |  |  |                                  |  |
|                                         |                                      | Otto I, duca di Sassonia               | Oda von Billung                |  |  |       |  |  |                            |  |  |                                  |  |
| Oda von Sachsen                         |                                      | Otto I, duca di Sassonia               |                                |  |  |       |  |  |                            |  |  |                                  |  |
|                                         |                                      | Hadwig von Franken                     | Heinrich, duca di Franconia    |  |  |       |  |  |                            |  |  |                                  |  |
|                                         |                                      | Hadwig von Franken                     | Heinrich, duca di Franconia    |  |  |       |  |  |                            |  |  |                                  |  |
|                                         |                                      | Hadwig von Franken                     | Ingeltrud von Friaul           |  |  |       |  |  |                            |  |  |                                  |  |
| Gottfried I, duca della Bassa Lorena    |                                      | Hadwig von Franken                     |                                |  |  |       |  |  |                            |  |  |                                  |  |
|                                         | Louis II, re dei Franchi occidentali | Charles II, re dei Franchi occidentali |                                |  |  |       |  |  |                            |  |  |                                  |  |
|                                         | Louis II, re dei Franchi occidentali | Charles II, re dei Franchi occidentali |                                |  |  |       |  |  |                            |  |  |                                  |  |
|                                         | Louis II, re dei Franchi occidentali | Ermentrude d'Orléans                   |                                |  |  |       |  |  |                            |  |  |                                  |  |
| Charles III, re dei Franchi occidentali | Louis II, re dei Franchi occidentali |                                        |                                |  |  |       |  |  |                            |  |  |                                  |  |
|                                         |                                      | Adélaïde de Paris                      | Adalhard, conte di Parigi      |  |  |       |  |  |                            |  |  |                                  |  |
|                                         |                                      | Adélaïde de Paris                      | Adalhard, conte di Parigi      |  |  |       |  |  |                            |  |  |                                  |  |
|                                         |                                      | Adélaïde de Paris                      | …                              |  |  |       |  |  |                            |  |  |                                  |  |
| Ermentrude de France                    |                                      | Adélaïde de Paris                      |                                |  |  |       |  |  |                            |  |  |                                  |  |
|                                         |                                      | Thiadrich, conte di Ringelheim         | Reginhart, conte di Ringelheim |  |  |       |  |  |                            |  |  |                                  |  |
|                                         |                                      | Thiadrich, conte di Ringelheim         | Reginhart, conte di Ringelheim |  |  |       |  |  |                            |  |  |                                  |  |
|                                         |                                      | Thiadrich, conte di Ringelheim         | Mathilde                       |  |  |       |  |  |                            |  |  |                                  |  |
| Frederuna von Ringelheim                |                                      | Thiadrich, conte di Ringelheim         |                                |  |  |       |  |  |                            |  |  |                                  |  |
|                                         |                                      | Reginhild von Godefrid                 | …                              |  |  |       |  |  |                            |  |  |                                  |  |
|                                         |                                      | Reginhild von Godefrid                 | …                              |  |  |       |  |  |                            |  |  |                                  |  |
|                                         |                                      | Reginhild von Godefrid                 | …                              |  |  |       |  |  |                            |  |  |                                  |  |
|                                         |                                      | Reginhild von Godefrid                 |                                |  |  |       |  |  |                            |  |  |                                  |  |